# Unity Line
Unity Line – operator promowy działający na rynku bałtyckim. W ramach prowadzonej działalności zajmuje się zarządzaniem statkami morskimi oraz działalnością transportową i turystyczną (Unity Travel).

## Historia
Spółkę utworzyły w 1994 roku polskie przedsiębiorstwa armatorskie: Żegluga Polska, Euroafrica Linie Żeglugowe i Polska Żegluga Bałtycka. Na samym początku jej istnienia ze spółki wycofała się PŻB. W tej sytuacji właścicielami szczecińskiej spółki po połowie stały się Polska Żegluga Morska i Euroafrica. Później w 100% była własnością grupy kapitałowej PŻM. Decyzją walnego zgromadzenia wspólników z 30 kwietnia 2019 została postawiona w stan likwidacji; wykreślenie z Krajowego Rejestru Sądowego nastąpiło 12 lipca 2021.
Pierwotna spółka od 14 kwietnia 2014 funkcjonowała oficjalnie w obrocie jako Unity Travel, natomiast od 26 listopada 2013 ma w Szczecinie siedzibę oddział przedsiębiorcy zagranicznego Unity Line. Jego spółka macierzysta była ulokowana na Malcie do 2018 roku, kiedy to przeniesiono ją na Cypr.
Od 1995 roku Unity Line eksploatuje promy należące do Polskiej Żeglugi Morskiej i Euroafriki na linii Świnoujście – Ystad, a od 2007 także Świnoujście – Trelleborg.
Unity Line od 2001 r. jest też sponsorem i współorganizatorem Regat Unity Line organizowanych na wodach Zatoki Pomorskiej.

### Flota

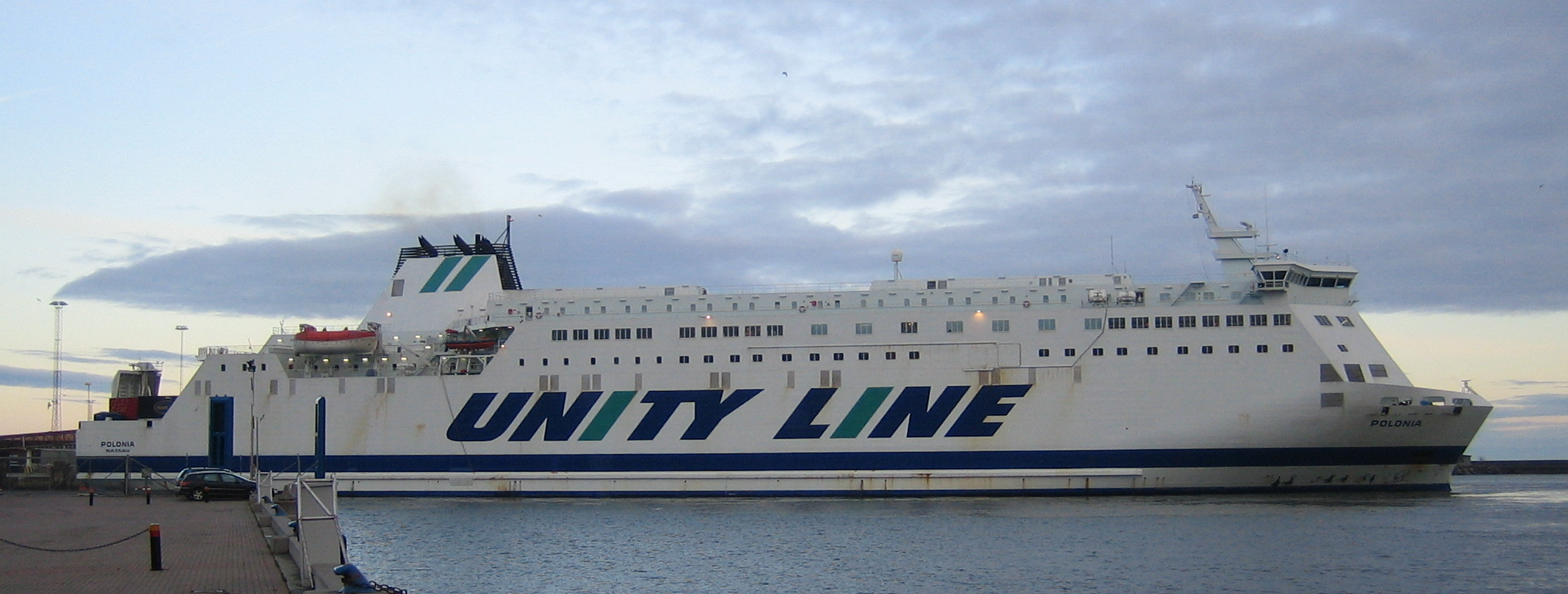
MF Polonia w typowym dla Unity Line malowaniu kadłuba

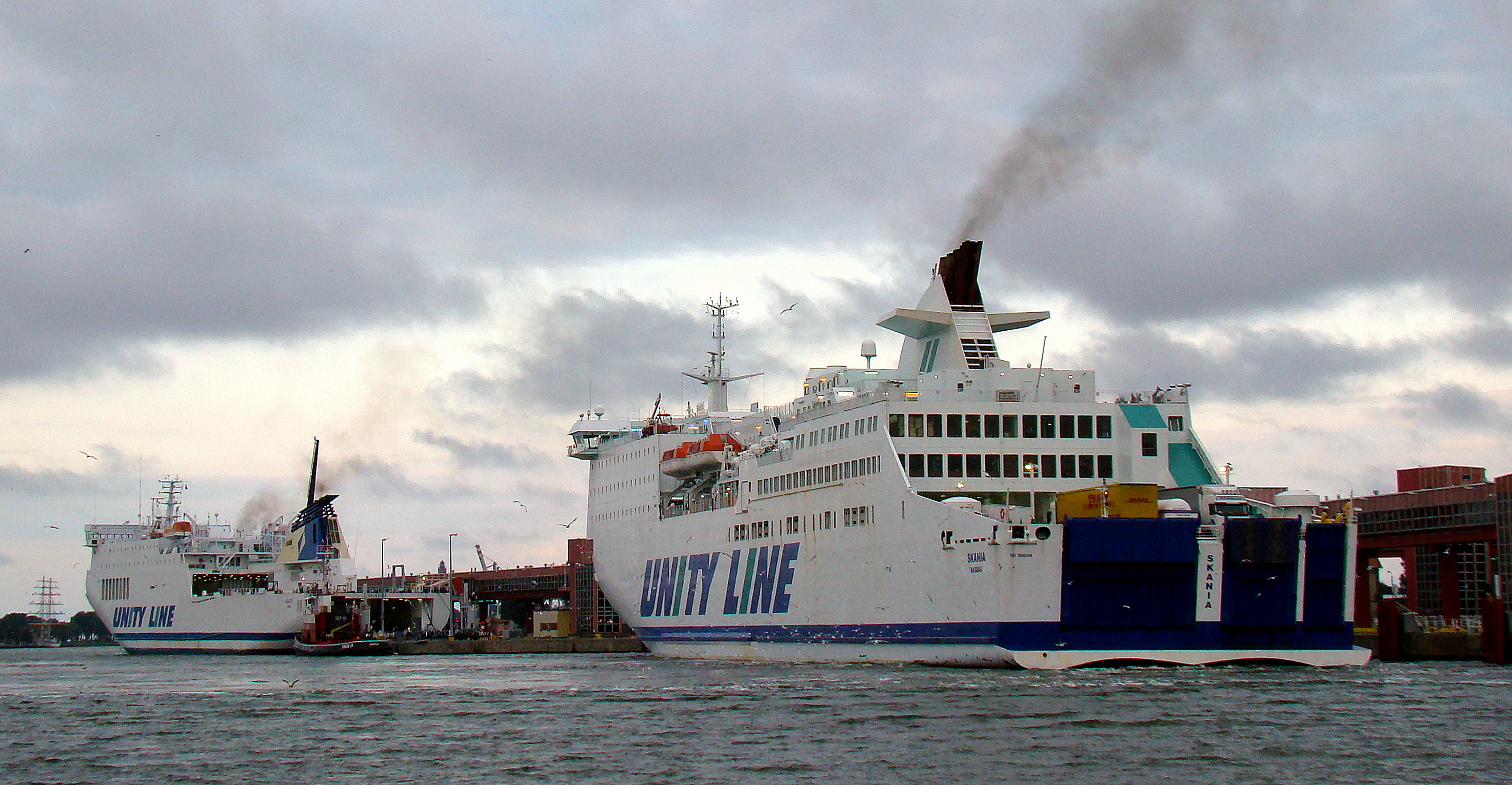
MF Galileusz i MF Skania przed Terminalem Promowym Świnoujście.

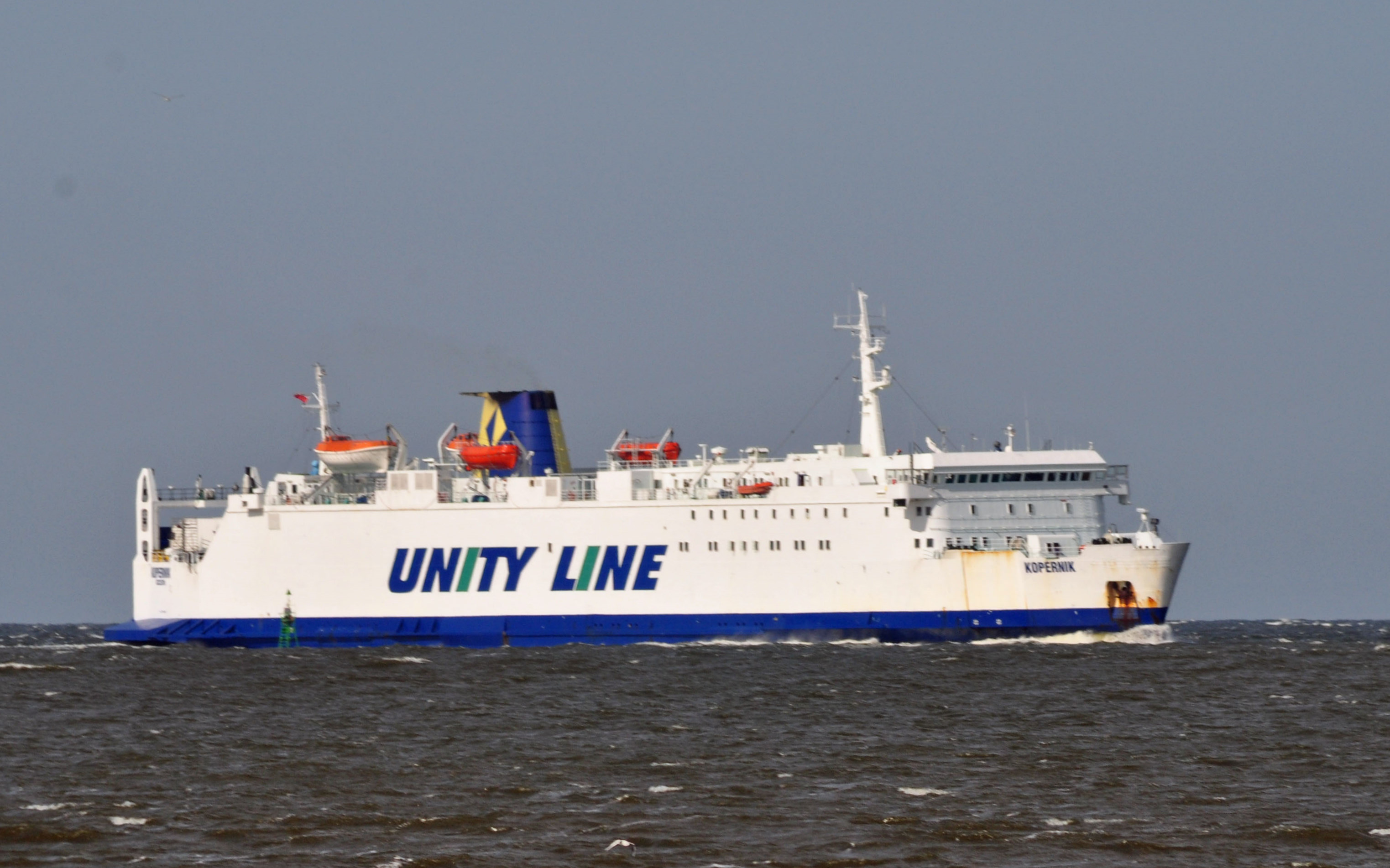
MF Kopernik, Świnoujście (2011)

Flotę Unity Line stanowi 7 jednostek wykonujących dziennie rejsy między Świnoujściem a Szwecją. Wizytówką firmy jest MF Polonia – do dzisiaj jeden z najnowocześniejszych promów pływających po wodach bałtyckich. Prom ten ma dla Unity Line również znaczenie sentymentalne, gdyż to jej dziewiczym rejsem do Ystad, Unity Line uruchomiło swój serwis 1 czerwca 1995 r. pomiędzy Świnoujściem a Szwecją.
W zarządzie Unity Line jest również prom MF Skania – nowoczesny prom pasażersko-samochodowy. Zakupiony w 2008 r. do obsługi połączenia Świnoujście – Ystad, zapewnia z Polonią ruch wahadłowy. 
Do Ystad pływa również prom kolejowo-ładunkowy MF Jan Śniadecki obsługujący wyłącznie ruch pojazdów ciężarowych, kiedyś również kolejowy.
W 2007 r. Unity Line otworzyło nowe połączenie Świnoujście – Trelleborg. Na tej trasie pływają trzy jednostki ładunkowo-pasażerskie. MF Wolin to zmodernizowany w 2006 roku prom, najdłuższy we flocie Unity Line, zakupiony w 2008 roku. Obok „Wolina” do Trelleborga kursuje również MF Gryf – prom zakupiony w 2004 r. i mogący zabrać podczas jednego rejsu 100 ciężarówek. Trzecim promem do Trelleborga jest MF Galileusz – prom zakupiony w 2006 r. o komforcie i możliwościach załadunkowych porównywalnych z „Gryfem”.
W 2018 roku do floty Unity Line dołączył nowy prom – MF Copernicus. Jest to jednostka bliźniacza do pływającego już "Galileusza".
| Nazwa jednostki | Bandera | Armator | Linia                    | W zarządzie od     | Typ                             |
| --------------- | ------- | ------- | ------------------------ | ------------------ | ------------------------------- |
| MF Galileusz    | Cypr    | ESL     | Świnoujście ↔ Trelleborg | 2006, 14 listopada | samochodowo-pasażerski          |
| MF Gryf         | Bahamy  | PŻM     | Świnoujście ↔ Trelleborg | 2005               | samochodowo-pasażerski          |
| MF Polonia      | Bahamy  | PŻM     | Świnoujście ↔ Ystad      | 1995, 1 czerwca    | pasażersko-samochodowo-kolejowy |
| MF Skania       | Cypr    | PŻM     | Świnoujście ↔ Ystad      | 2008, 1 września   | pasażersko-samochodowy          |
| MF Copernicus   | Cypr    | ESL     | Świnoujście ↔ Trelleborg | lato 2018          | samochodowo-pasażerski          |
| MF Epsilon      | Cypr    | ESL     | Świnoujście – Trelleborg | styczeń 2024       | samochodowo-pasażerski          |